# Rokån
De Rokån is een rivier in Zweden gemeente Piteå. Een aantal bergbeken stroomt naar het Rokträsket, een moerasig meer ongeveer 40 kilometer uit de kust van de Botnische Golf. De Rokån begint aan de zuidpunt van het meer en stroomt in eerste instantie zoals bijna alle rivieren in Norrbottens län naar het zuidoosten, maar moet door de helling van de Önusberg vrij snel naar het oosten, komt door het Kalaträsket en stuit opnieuw op bergen, die het water zeven kilometer naar het noorden dwingen voordat het weer verder naar het zuidoosten kan stromen. De rivier kronkelt de hele weg veel en stroomt ten zuiden van Roknäs de Svensbyfjärd in, waarin ook het water van de Pite älv en de Kleine Piterivier uitkomt.
De Rokån is 50,3 kilometer lang, heeft een stroomgebied van 228,8 km² en een debiet van 1,8 m³/s.